# Cruziohyla
A Cruziohyla a kétéltűek (Amphibia) osztályába a békák (Anura) rendjébe és a Phyllomedusidae családjába tartozó nem.
Ezt a nemet 2005-ben, a levelibéka-félék (Hylidae) családjának átfogó felülvizsgálata után hozták létre. A nem két faja korábban az Agalychnis nembe tartozott, és először 2003-ban mutattak rá, hogy különböznek attól. A nemet több jellegzetes morfológiai jellemző különbözteti meg az Agalychnis nemtől, többek között szemének kétféle – sárga és szürke – színe van, és hiányzik az Agalychnisnél megfigyelhető recézett szemhéj. A Cruziohyla calcarifer elterjedési területe Közép-Amerikától Dél-Amerikáig tart, míg a Cruziohyla craspedopus csak Amazóniában él.

## Nevének eredete
Nevét Carlos Alberto Gonçalves da Cruz brazil herpetológus tiszteletére kapta.

## Rendszerezés
A nembe az alábbi fajok tartoznak.
- Cruziohyla calcarifer (Boulenger, 1902)
- Cruziohyla craspedopus (Funkhouse) 2010)
- Cruziohyla sylviae Gray, 2018